# Олівер (округ, Північна Дакота)
Шаблон:StateAbbr_ 47°07′ пн. ш. 101°21′ зх. д. / 47.11° пн. ш. 101.35° зх. д.
Округ Олівер (англ. Oliver County) — округ (графство) у штаті Північна Дакота, США. Ідентифікатор округу 38065.

## Історія
Округ утворений 1885 року.

## Демографія
За даними перепису 
2000 року 
загальне населення округу становило 2065 осіб, усе сільське.
Серед мешканців округу чоловіків було 1070, а жінок — 995. В окрузі було 791 домогосподарство, 604 родин, які мешкали в 903 будинках.
Середній розмір родини становив 3,05.
Віковий розподіл населення поданий у таблиці:
| Стать    | До 15 років | 15-21 | 22-29 | 30-39 | 40-49 | 50-65 | 65-85 | Понад 85 |
| -------- | ----------- | ----- | ----- | ----- | ----- | ----- | ----- | -------- |
| Чоловіки | 216         | 125   | 52    | 112   | 210   | 214   | 132   | 9        |
| Жінки    | 203         | 97    | 43    | 116   | 194   | 190   | 133   | 19       |

## Суміжні округи
- Маклейн — північний схід
- Берлі — схід
- Мортон — південь
- Мерсер — північний захід

## Виноски
1. ↑  US Decennial Census. US Census Bureau. Процитовано 1 лютого 2015.
2. ↑  Historical Census Browser. University of Virginia Library. Архів оригіналу за 11 серпня 2012. Процитовано 1 лютого 2015.
3. ↑  Forstall, Richard L., ред. (20 квітня 1995). Population of Counties by Decennial Census: 1900 to 1990. US Census Bureau. Процитовано 1 лютого 2015.
4. ↑  Census 2000 PHC-T-4. Ranking Tables for Counties: 1990 and 2000 (PDF). US Census Bureau. 2 квітня 2001. Процитовано 1 лютого 2015.
5. ↑  State & County QuickFacts. United States Census Bureau. Архів оригіналу за 7 червня 2011. Процитовано 1 листопада 2013.(англ.) Наведено за англійською вікіпедією.
6. ↑  American FactFinder. Бюро перепису населення США. Архів оригіналу за 26 лютого 2012. Процитовано 31 січня 2008.

| США | Це незавершена стаття з географії США. Ви можете допомогти проєкту, виправивши або дописавши її. |